# Spark-Renault SRT 01E
Chronologie des modèles (2014-2015)
Spark SRT 05E
La Spark-Renault SRT 01E est une voiture électrique de compétition de type monoplace, créée pour participer au championnat de Formule E FIA. Seule voiture homologuée dans la catégorie Formule E, la première version est le résultat d'une collaboration de dix mois entre Spark Racing Technology, Renault, Dallara, McLaren Electronic Systems et Williams Advanced Engineering.
Pour la deuxième saison du championnat de Formule E, certaines équipes remplaceront le moteur d'origine (McLaren) par un autre moteur.

## Technologies

### Moteur électrique
Le moteur électrique est fabriqué par McLaren Electronic Technologies. Il pèse 26 kg et développe un maximum de 270 ch avec 140 N m de couple instantané. Le moteur a été développé à l'origine pour la supersportive McLaren P1.

### Batteries
La Spark-Renault SRT 01E utilise des batteries de propulsion développées par Williams Advanced Engineering. Ces dernières contiennent une énergie de 28 kWh pour un poids de 200 kg, environ la moitié de la capacité des batteries d'une Tesla Model S.
Conformément à la réglementation les voitures de formule E pourront être rechargées pendant les entraînements, les qualifications, la course ainsi qu'à certains moments pendant le week-end de course.
Un système par induction de rechargement sans fil expérimental utilisant un bloc électrique disposé sous la place de stationnement de la voiture a été testé sur la Drayson B12-69EV.

### Pneumatiques
Les voitures sont chaussées de pneus de dix-huit pouces. La réglementation rend obligatoire l'utilisation de pneus mixtes rainurés (sec/pluie). Le fournisseur pneumatique officiel du plateau est Michelin. Un seul jeu de pneus est utilisé pour tout le week-end de course.

## Galerie

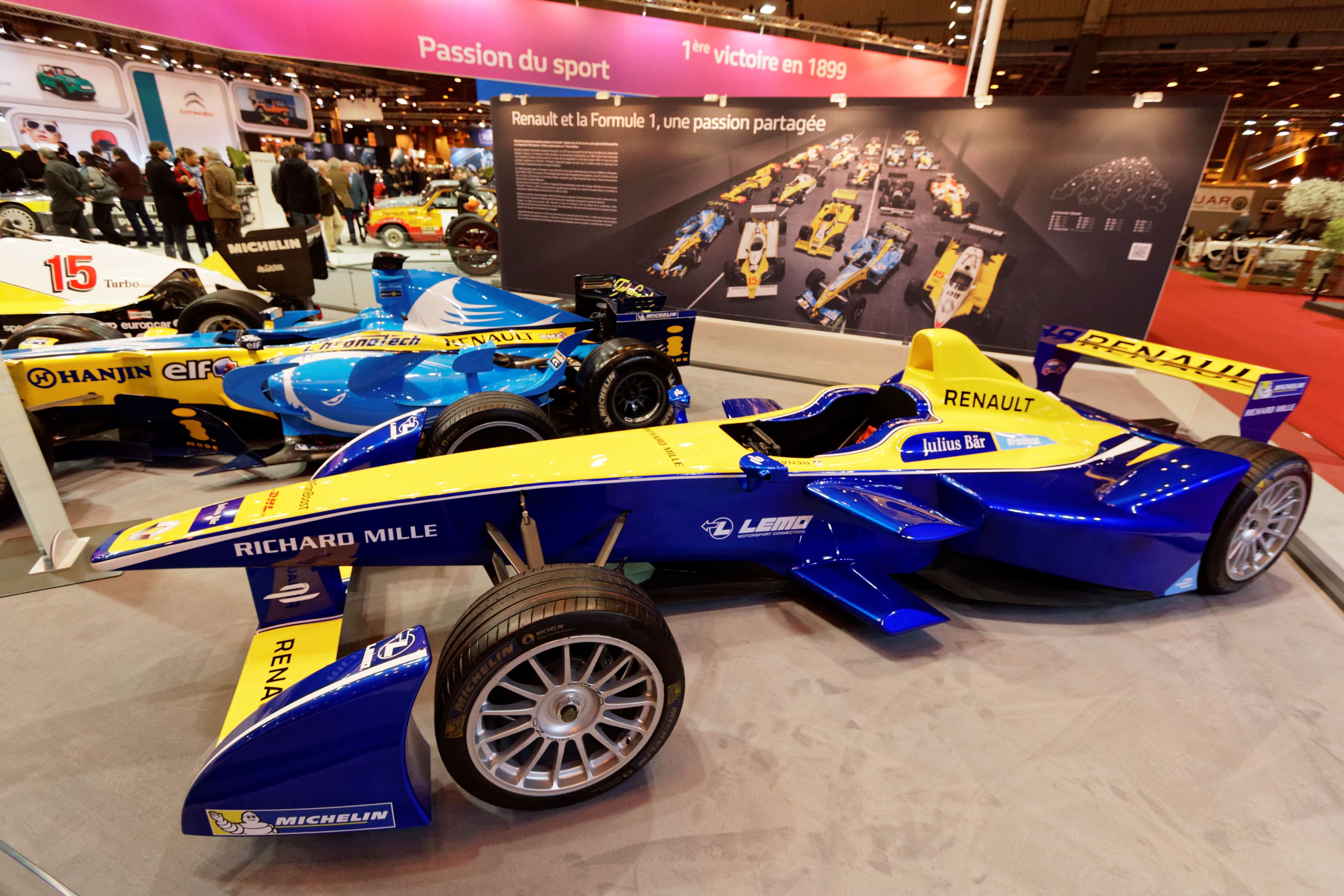
Renault-e.dams de 2015.
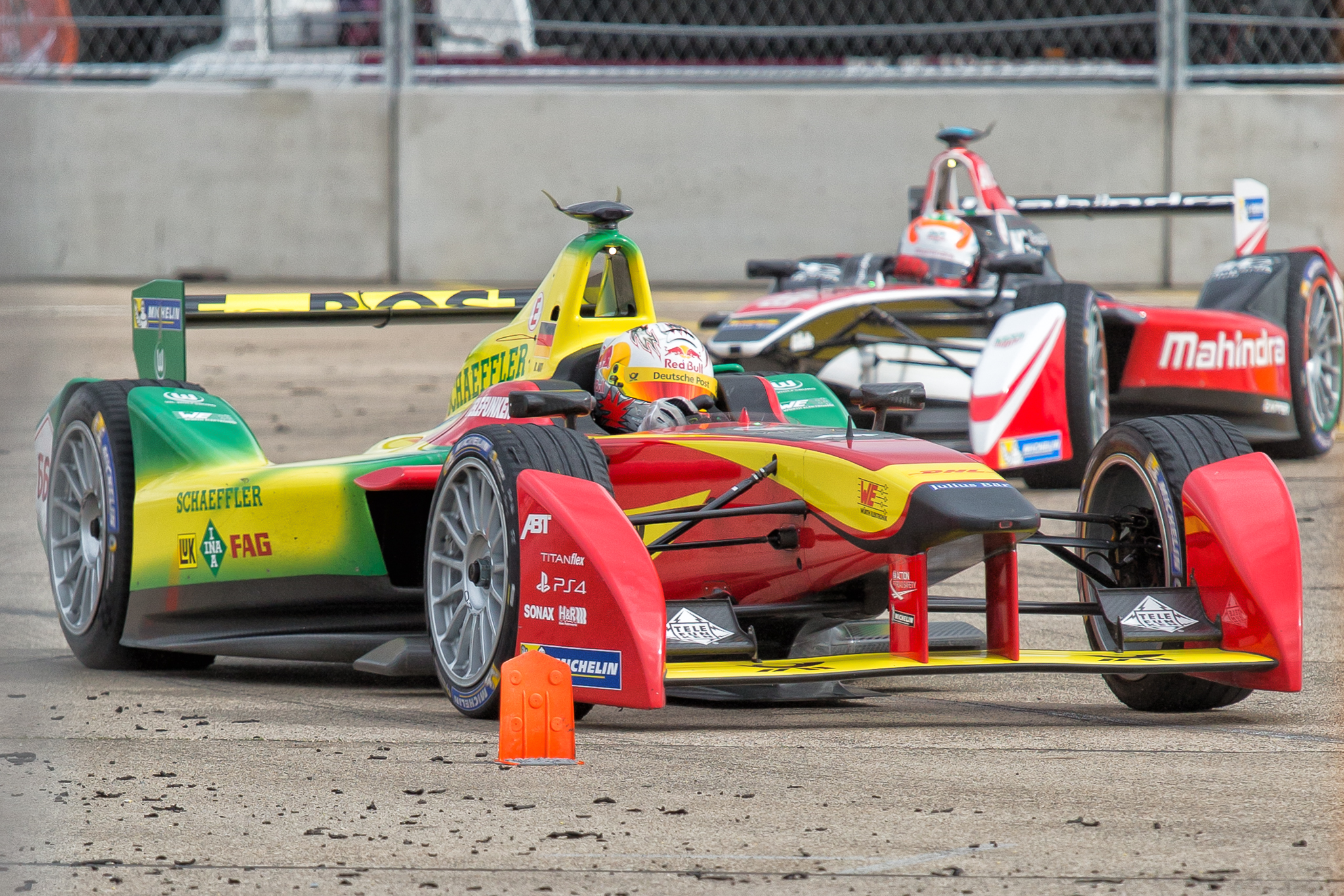
Daniel Abt (NEXTEV TCR) à Berlin en 2015.
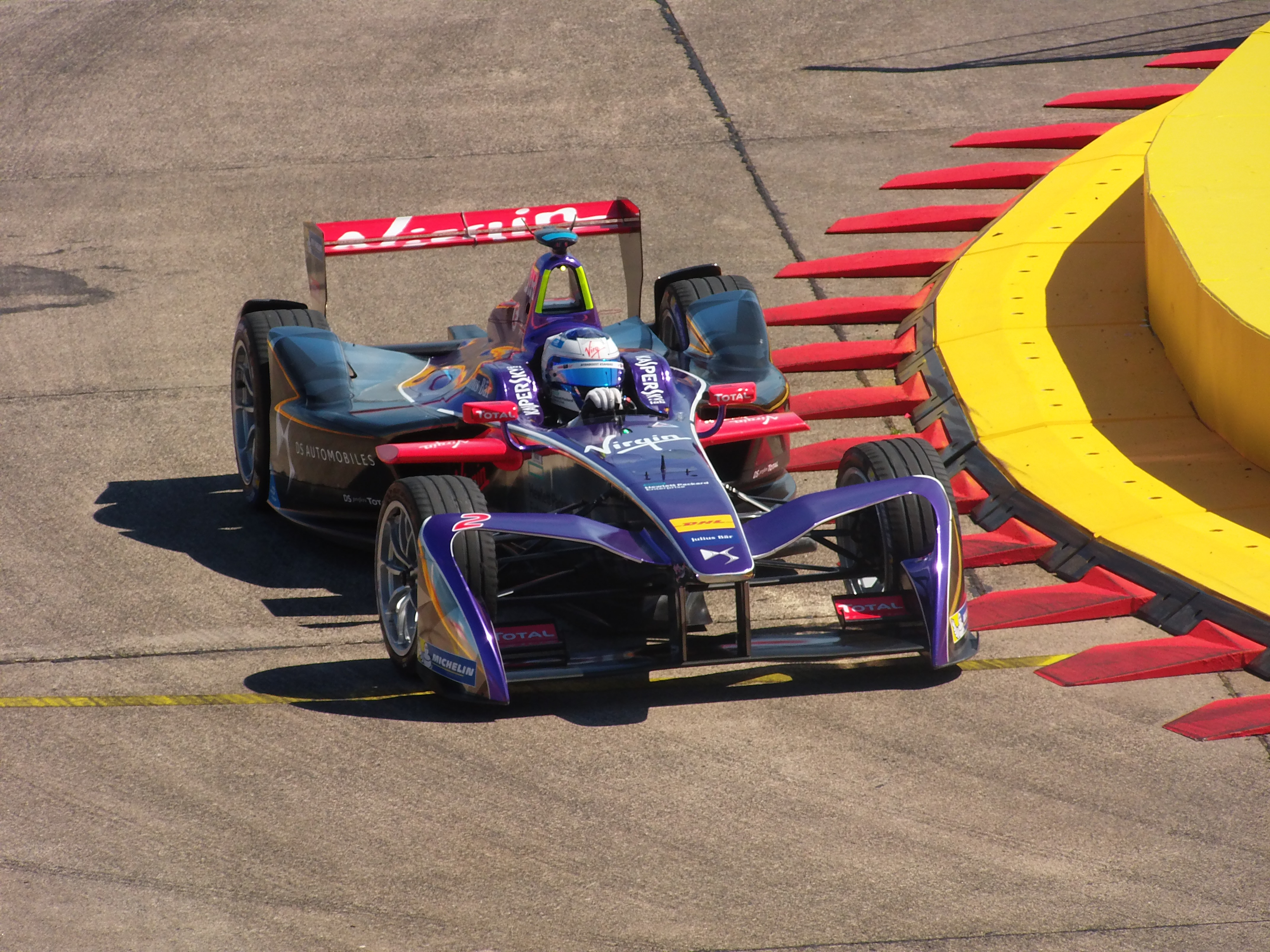
La DS Virgin de Sam Bird à Berlin (2017).